# Forshults kraftverk

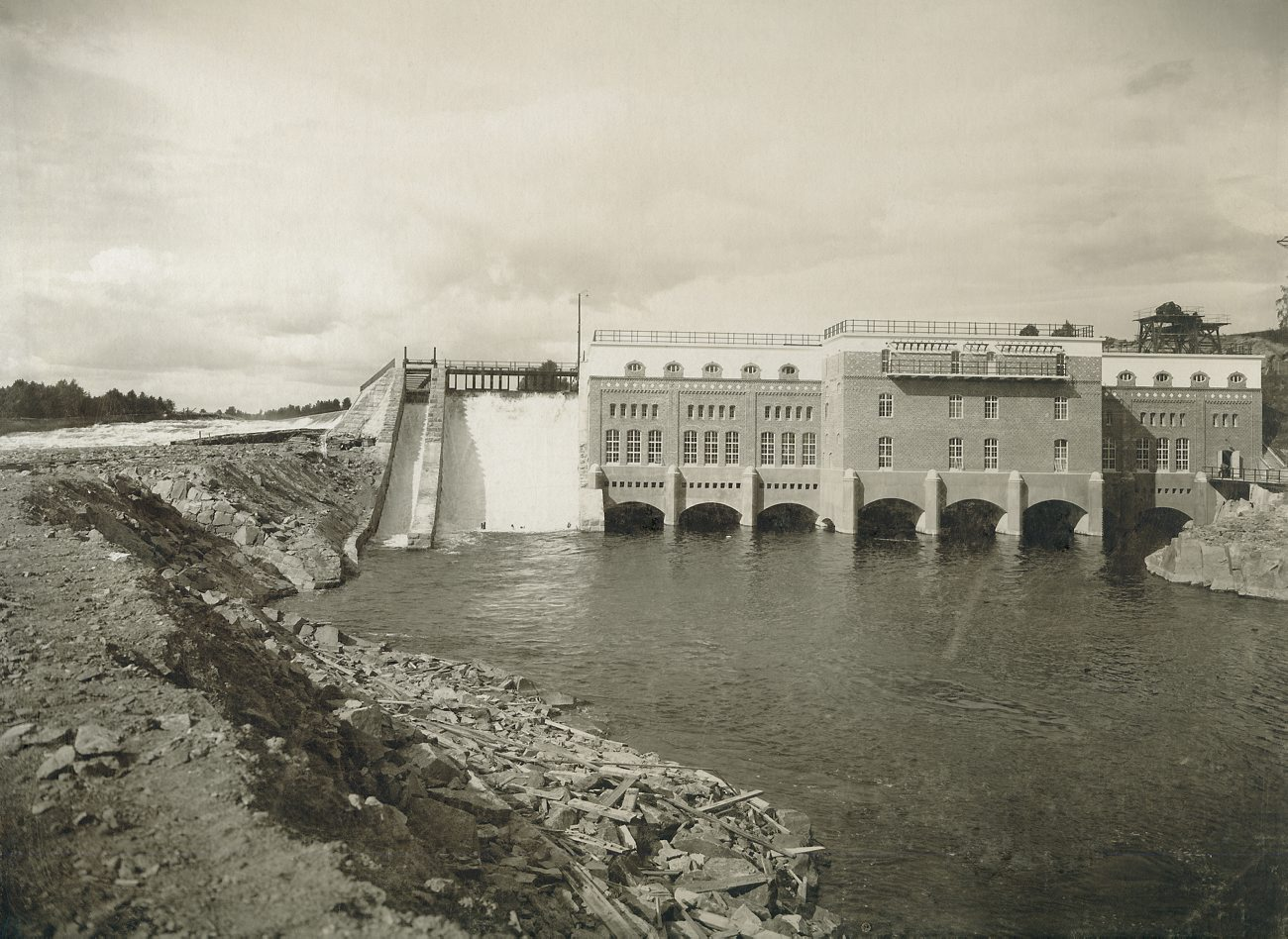
Forshults Kraftstation omkring 1900

Forshults kraftverk är ett vattenkraftverk i Klarälven, 6 kilometer nedströms Uvåns inflöde vid Råda. För den arkitektoniska utformningen stod Sigge Cronstedt Forshults kraftverk tillhörde tidigare Uddeholmskoncernen och byggdes 1907–1911. Fallhöjden är 13,2 meter.
Ett nytt aggregat, nu benämnt G1, togs i drift 1940 i en ny byggnad. År 1990 byggde man ut kraftstationen med ytterligare ett aggregat, G2. I samband med att G2 togs i drift tog man de gamla aggregaten från tidigt 1900-tal ur drift permanent. Forshult kraftstation har nu två aggregat med en sammanlagd installerad effekt på ca 24 MW och producerar ca 120 GWh årligen.